# Jessica renneri
Jessica renneri är en spindelart som beskrevs av Antonio D. Brescovit 1999. Jessica renneri ingår i släktet Jessica och familjen spökspindlar. Inga underarter finns listade i Catalogue of Life.